# Ернст Вайншенк
Ернст Генріх Оскар Казимир Вайншенк (нар. 6 квітня 1865, Есслінген-ам-Неккар — † 26 березня 1921, Мюнхен) — німецький мінералог і петролог.

## Життєпис
Вайншенк був сином голови Королівського Вюртемберзького регіонального суду і після закінчення Карлової гімназії в Штутгарті вивчав природничі науки в Тюбінгені, Лейпцигу та Мюнхені, зосереджуючись на геології та мінералогії. Був членом католицьких студентських асоціацій AV Guestfalia Tübingen (з 1884), KDStV Burgundia Leipzig (з 1885) та KDStV Aenania Мюнхен. Він отримав ступінь доктора з відзнакою в Мюнхені в 1888 році під керівництвом Пауля Генріха фон Грота з дисертацією про перетворення кварцу в мильний камінь. Вайншенк також навчався в Грайфсвальді, Парижі та Лондоні. З 1897 — професор петрографії Мюнхенського технічного університету, з 1900 — доцент Мюнхенського університету.
Вайншенк став відомий своїми дослідженнями мінералогії метеоритів і контактного метаморфізму в Альпах. Він був піонером у використанні тонких шліфів і поляризаційного мікроскопа, за допомогою якого він відкрив багато нових мінералів. Він досліджував утворення родовища сірчаної руди Зільберберг у Баварському лісі та родовища графіту поблизу Пассау (зокрема, графіт Кропфмюль, Гаузенбергер), які він приписував ексгалятивному утворенню у зв'язку з гранітним орогенезом (який у випадку родовищ графіту був незабаром Ганса Клооса та інших було переглянуто).[2]
Крім власних праць з петрології, він відредагував 6-е та 7-е видання підручника з мінералогії Франца фон Кобелля.
На його честь названо набір келихів для мінерального вина.
Вайншенк і його дружина Ельза Лехнер мали трьох синів і двох дочок. Він помер внаслідок операції на жовчному міхурі.